# San Millán de Yécora
San Millán de Yécora település Spanyolországban, La Rioja autonóm közösségben. San Millán de Yécora Cerezo de Río Tirón, Quintanilla San García, Valluércanes és Treviana községekkel határos. Lakosainak száma 32 fő (2024).

## Népesség
A település népessége az elmúlt években az alábbi módon változott:
| Lakosok száma | 47   | 71   | 61   | 59   | 44   | 34   | 37   | 34   | 34   | 32   |
|               | 2001 | 2004 | 2007 | 2009 | 2012 | 2014 | 2017 | 2019 | 2022 | 2024 |